# غار ماندرین

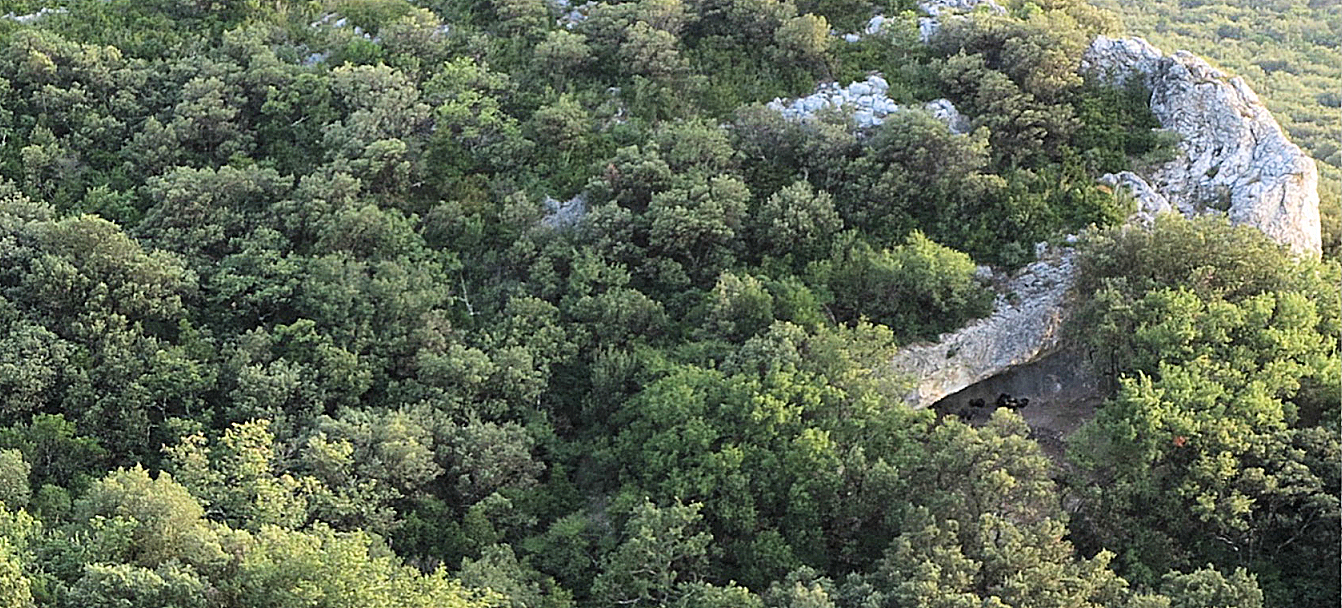
نمای غار که از بالا عکسبرداری شده

غار ماندرین (انگلیسی: Mandrin Cave)، غاری در فرانسه است که محل سکونت متناوب بین نئاندرتال‌ها و انسان‌های مدرن دیرین سنگی بالایی اولیه در غار مستند شده است، و حضور انسان‌های امروزی بین ۵۶۸۰۰ تا ۵۱۷۰۰ سال پیش، حدود ۱۰۰۰۰ سال قبل از تاریخ‌های پذیرفته شده قبلی برای استعمار اروپا توسط انسان مدرن.